# Tio (Ténado)
Pour les articles homonymes, voir Tio.
Ne doit pas être confondu avec Tio (Siglé).
Tio est une commune rurale située dans le département de Ténado de la province de Sanguié dans la région du Centre-Ouest au Burkina Faso.

## Géographie
La commune est traversée par la route nationale 14. Elle est à peu près à mi-chemin entre Tiogo et Ténado.

## Éducation et santé
La commune accueille une école primaire.